# Polyura editha
Polyura editha är en fjärilsart som beskrevs av Ribbe 1898. Polyura editha ingår i släktet Polyura och familjen praktfjärilar. Inga underarter finns listade i Catalogue of Life.